# Brittany York
Brittany Leigh York (nacida el 16 de abril de 1989) es una reina de belleza estadounidense que es conocida por ganar el título de Miss Carolina del Norte USA 2011 y compitió en el nacionalmente televisado concurso de belleza Miss USA 2011. 

## Primeros años
York nació y se crio en Colonial Heights, Virginia, hija de Richard York y Marcie York (Quillen), y se mudó a la ciudad costera de Wilmington, Carolina del Norte cuando era adolescente. York tiene tres hermanos y acredita que es la razón por la que ella, «fue una marimacho mientras crecía». «Yo era muy atlética y siempre quería hacer cosas de chiso... Me gustaba jugar en el barro», York dice sobre su infancia. York jugó al fútbol e hizo atletismo en el Colonial Heights Middle School y en el Eugene Ashley High School. York se graduó en el Eugene Ashley High School en Wilmington, Carolina del Norte.

## Concursos de belleza
York ganó el título de Miss Carolina del Norte USA 2011 el 6 de noviembre de 2010. De acuerdo con York, «Este fue mi primer concurso de belleza y había tanta gente que me decía que no sabía lo que estaba haciendo, que no iba a alcanzar el top quince y eso me hizo querer trabajar mucho más duro para demostrarles que sí podía, para demostrarme que sí podía».
Muchos espectadores del concurso de belleza sintieron que York no era candidata a la corona por su falta de experiencia. La veterna Erin Hendricks, quien fue Miss North Carolina Teen USA 2003, era la favorita pero acabó como subcampeona.

### Miss North Carolina USA
El 28 de diciembre de 2010, York apareció en una vídeo entrevista en The Pageant Guy, una página web dedica a proporcionar trucos de concursos de belleza y entrevistas con antiguas y actuales poseedoras de títulos. York luego viajó a Lynchburg, Virginia, para asistir al Reitor de StandOut Productions organizado por la antigua Miss USA Chelsea Cooley y A.T. Dunn. El 12 de febrero de 2011, York apareció en su primera entrevista en televisión en The Debra Kennedy Show, donde ella habló sobre su responsabilidad como una modelo a seguir, lo que ella hacía para prepararse para el concurso, y sus futuras metas. Durante la entrevista reveló que estaba trabajando con un diseñador de moda para su traje de noche para el concurso de belleza Miss USA.
En apoyo a las Special Olympics, York asistió al 7º Polar Plunge Anual en Carolina Beach, Carolina del Norte. York fue también invitada especial en el Torneo de Bolos de las Olimpiadas Especiales en Raleigh, Carolina del Norte, y en el evento de Esquí Alpine y Snowboarding de las Olimpiadas Especiales en Boone, Carolina del Norte. York tomó parte en el evento de las 25 más estilosas, de la revista STYLE Charlotte, modelando para el Go Red Celebrity Fashion Show. York participó en Relay for Life Kids Walk en Murfreesboro, Carolina del Norte el 16 de abril de 2011.
El 17 de abril de 2011, York apareció en un episodio de Byline: Wilmington, un programa de entrevistas de la televisión que destaca a la gente local, lugares y eventos en Wilmington, Carolina del Norte, y sus alrededores. El 16 de mayo de 2011, York apareció en su primera entrevista en televisión en directio en WRAL-TV, un canal de noticias que funciona en el área de Raleigh, Durham y Fayetteville.
El 24 de mayo de 2011, York, junto con otras 44 concursantes de Miss USA 2011, llegó a Nueva York para tomar parte en el tour de tres días en medios de comunicación. Las concursantes fueron saludadas por la reinante Miss USA, Rima Fakih. El 26 de mayo, las concursantes aparecieron en el programa de noticias mañanero, Fox and Friends.

#### Miss USA
York representó a Carolina del Norte en el concurso de belleza Miss USA 2011 que tuvo lugar el 19 de junio de 2011 en el Planet Hollywood Resort and Casino en Las Vegas, Nevada. Alyssa Campanella de California ganó la corona y fue coronada por la anterior ganadora Rima Fakih.

## Vida personal
York actualmente reside en Charleston, SC. 